# Kardanknut

Animation av en kardanknut.

Kardanknut, även kallad polhemsknut, är en led i en kardanaxel som tillåter axeln att byta riktning. Den kan liknas vid två gångjärn som är orienterade vinkelrätt mot varandra.

## Användning
I bilar behövs kardanknutar på axeln mellan växellåda och drivhjul eftersom vinkeln däremellan ofta varierar på grund av bilens fjädring. Kardanknutar förekommer också i fasta installationer, till exempel i båtar med inombordsmotor där motoraxel och propelleraxel inte är monterade i rät linje med varandra.

## Historik
Principen för kardanknuten tillskrivs italienaren Gerolamo Cardano, medan den här aktuella tillämpningen i Sverige brukar förknippas med Christopher Polhem. Kardanknut heter Hooke's joint i England, uppkallad efter Robert Hooke som 1676 producerade en fungerande kardanknut. Polhem lär på sina resor i Europa i början av 1690-talet ha kunnat studera Hookes lösning. Den moderna engelskspråkiga beteckningen är universal joint.